# ارلند جانسن
 ارلند جانسن  (به نروژی: Erland Johnsen) (زاده ۵ آوریل ۱۹۶۷ - موس) بازیکن فوتبال سابق تیم ملی فوتبال نروژ، چلسی و بایرن مونیخ است.جانسن ۸ فصل در باشگاه چلسی توپ زده‌است.همچنین وی ۲۴ بازی و ۲ گل ملی در کارنامه دارد.